# Ron Clarke
Ronald William "Ron" Clarke, AO, MBE (Melbourne, 21 de Fevereiro de 1937 — Queensland, 17 de Junho de 2015) foi um atleta australiano e prefeito de Gold Coast, notável por 17 recordes mundiais.